# Carola Neher
Carola Neher (Monaco di Baviera, 2 novembre 1900 – Iletsk, 26 giugno 1942) è stata un'attrice teatrale tedesca.

## Biografia
Pur non avendo mai avuto una formazione specifica, la Neher cominciò la sua carriera di attrice teatrale al Theater Baden-Baden, a Baden-Baden, nel 1920. Recitò poi a Darmstadt, Norimberga, alla Münchner Kammerspiele di Monaco di Baviera, Breslavia. Qui la raggiunse Klabund, che sposò poi il 7 maggio 1925. Fu un'opera del marito, Der Kreidekreis, a darle il primo successo personale.
Nel 1926 si trasferì a Berlino, dove cominciò a lavorare con Bertolt Brecht. Era impegnata nelle prove dell'Opera da tre soldi, dove avrebbe dovuto interpretare Polly, quando, nel 1928, il marito Klabund morì a Davos per tubercolosi. Per questo motivo non partecipò alla prima dell'opera, entrando invece nel cast a partire dalla riedizione del 1929. Brecht scrisse per lei Santa Giovanna dei Macelli, ma ebbe successo anche con opere di altri autori, come lo Storie del bosco viennese di Ödön von Horváth.
Dopo una relazione con Hermann Scherchen, sposò in seconde nozze nel 1932 Anatol Becker. Vicina al Partito Comunista di Germania, sottoscrisse un appello contro l'ascesa di Adolf Hitler, venendo costretta a lasciare la Germania. Col marito si rifugiarono prima a Praga, dove lavorò al Neuen Deutschen Theater, poi, nel 1934, in Unione Sovietica. A Mosca alternò l'insegnamento alla recitazione.
Nell'ambito delle grandi purghe, su denuncia di Gustav von Wangenheim, la Neher ed il marito furono arrestati. Nel 1937, lui fu condannato a morte come trotskista, lei a dieci anni di lavori forzati. Cinque anni dopo, Carola Neher morì di tifo in un campo di lavoro forzato ad Iletsk (oggi Sol-Iletsk), nei pressi di Orenburg.

## Filmografia
- L'opera da tre soldi (Die 3groschenoper), regia di Georg Wilhelm Pabst (1931)